# Legend (album Clannad)
Legend – album muzyczny grupy Clannad z roku 1984 (zob. 1984 w muzyce) składający się z 10 utworów wykorzystywanych jako ścieżka dźwiękowa w brytyjskim serialu Robin z Sherwood.
Na płycie znajduje się jedynie 10 utworów, mimo iż w serialu usłyszeć ich można było kilkakrotnie więcej, w większości instrumentalnych, ponieważ Clannad tworzył podkład dźwiękowy do serialu z nowymi utworami także w drugim i trzecim sezonie, od roku 1984 do 1986.

## Utwory
1. Robin (The Hooded Man)
2. Now Is Here
3. Herne
4. Together We
5. Darkmere
6. Strange Land
7. Scarlet Inside
8. Lady Marian
9. Battles
10. Ancient Forest

## Opis płyty
Każdy z utworów umieszczonych na płycie ma swoją odrębną dynamikę. Najbardziej żywiołowym i dynamicznym jest instrumentalny Battles, który w serialu pojawiał się zarówno w momentach walk, jak również i w innych dramatycznych sytuacjach, komponując się z dynamiczną akcją filmu. Pierwsze dźwięki przypominają imitację dźwięku cięciwy łuku po wypuszczeniu strzały, co w pewien sposób zgadza się z działaniami bohaterów serialu, którzy przed walką wręcz często ostrzeliwali przeciwnika. W dalszej części utworu wyrazistości nadaje ostro brzmiąca gitara akustyczna, wyeksponowana na tle stłumionych bębnów. W tle słychać stonowane okrzyki osób wzywających pomocy lub ostrzegających przed niebezpieczeństwem.
Robin (The Hooded Man) jest w filmie utworem z czołówki każdego odcinka. Poza powtarzającą się kilkakrotnie sekwencją słów „Robin. The Hooded Man”, utwór jest instrumentalny, ma równomierną dynamikę, choć w końcowej fazie, podobnie jak w Scarlet Inside, pojawiają się progresywne ewolucje.
Najbardziej stonowanym utworem, wykonanym całkowicie na organach, które zresztą częściej pojawiają się na tej płycie niż na poprzednich albumach Clannad, jest Herne. Jego nazwa związana jest z germańskim bóstwem lasu Hernem, znanym jako Hern Myśliwy czy Hern Pan Drzew. W serialu utwór ten pojawia się najczęściej wówczas, gdy ów bóg lasu ma się spotkać z Robinem.
Z kolei Lady Marian i Scarlet Inside dedykowane są postaciom związanym z Robinem – jego małżonką Lady Marion i Willem Szkarłatnym (z ang. Will Scarlet). Podobnie jak w przypadku poprzedniego utworu, tak i one w serialu pojawiają się w momentach, gdy akcja związana jest z odpowiadającymi im postaciami.